# Arturo Avilés
Arturo Avilés Sosa (ur. 26 kwietnia 1961 w mieście Meksyk, zm. 4 marca 2019 w Veracruz) – meksykański piłkarz występujący na pozycji lewego obrońcy, trener piłkarski.

## Kariera klubowa
Avilés rozpoczynał swoją karierę piłkarską w drużynie Tecos UAG z siedzibą w mieście Guadalajara. Do pierwszego zespołu został włączony jako siedemnastolaek przez austriackiego szkoleniowca Helmuta Senekowitscha i w meksykańskiej Primera División zadebiutował 6 stycznia 1979 w przegranym 1:2 spotkaniu z Tolucą, w którym strzelił także premierowego gola w najwyższej klasie rozgrywkowej. Był to jednak jego jedyny występ w zespole Tecos, gdyż nie potrafił sobie wywalczyć pewnego miejsca w wyjściowej jedenastce i w późniejszym czasie przeszedł do klubu Atlante FC ze stołecznego miasta Meksyk. Również tam pozostawał tylko rezerwowym ekipy, lecz przyczynił się do zdobycia wicemistrzostwa Meksyku w sezonie 1981/1982 i triumfu w rozgrywkach Pucharu Mistrzów CONCACAF w 1983 roku. W połowie 1984 roku podpisał umowę z Ángeles de Puebla, w którym spędził kolejne dwanaście miesięcy, po czym powrócił do Atlante i reprezentował jego barwy jeszcze przez rok. Profesjonalną karierę piłkarską zakończył w wieku zaledwie 26 lat w drugoligowym Chetumal FC.

## Kariera trenerska
Po zakończeniu kariery piłkarskiej Avilés został trenerem, początkowo pełniąc rolę asystenta trenera Raúla Ariasa w stołecznej ekipie Club Necaxa. Pierwszą samodzielną pracę jako szkoleniowiec podjął w 2002 roku, kiedy to podpisał umowę z drugoligowym Jaguares de Acapulco. Prowadził go bez większych sukcesów przez kilka kolejnych miesięcy, po czym został członkiem sztabu szkoleniowego trenera Luisa Alfonso Sosy, najpierw współpracując z nim jako asystent w Pachuca Juniors, a później w Indios de Ciudad Juárez. W późniejszym czasie został zatrudniony w drużynie Tiburones Rojos de Veracruz, gdzie spędził kolejne dwa lata na trenowaniu rezerw drużyny; czwartoligowego Tiburones Rojos de Boca del Río i trzecioligowego Tiburones Rojos de Córdoba. We wrześniu 2009 tymczasowo poprowadził także w jednym spotkaniu pierwszy zespół Veracruz, występujący w drugiej lidze meksykańskiej. W 2011 roku podpisał umowę z nowo reaktywowaną ekipą Veracruz Sporting Club, która przystąpiła do rozgrywek czwartej ligi, natomiast w lutym 2012 wyjechał do Kolumbii, gdzie został jednym z trenerów akademii piłkarskiej klubu Independiente Medellín.